# Liste der Kriegsgefangenenlager der Wehrmacht

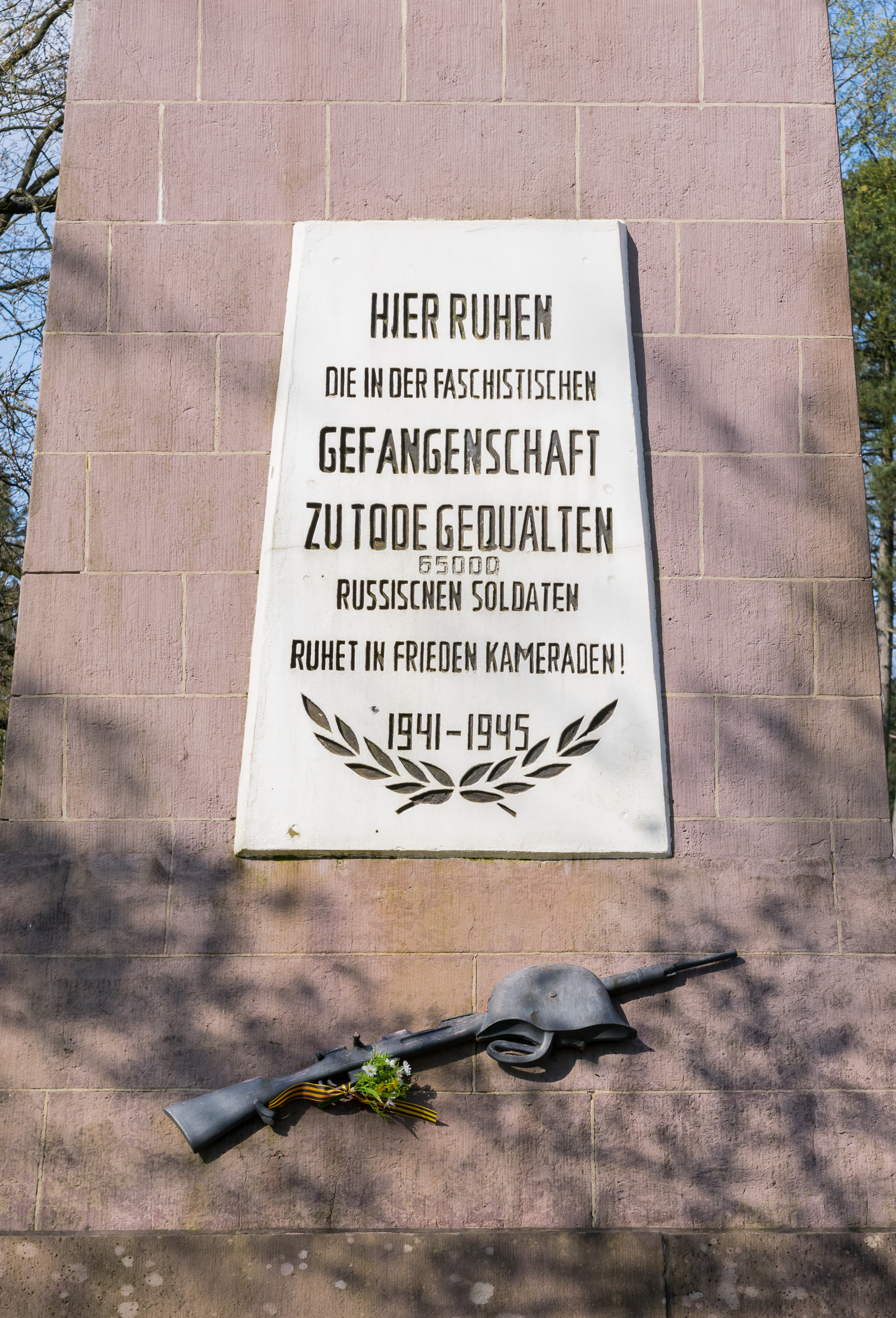
Gedenkstein für die 65.000 ermordeten im Stalag 326 in Stukenbrock

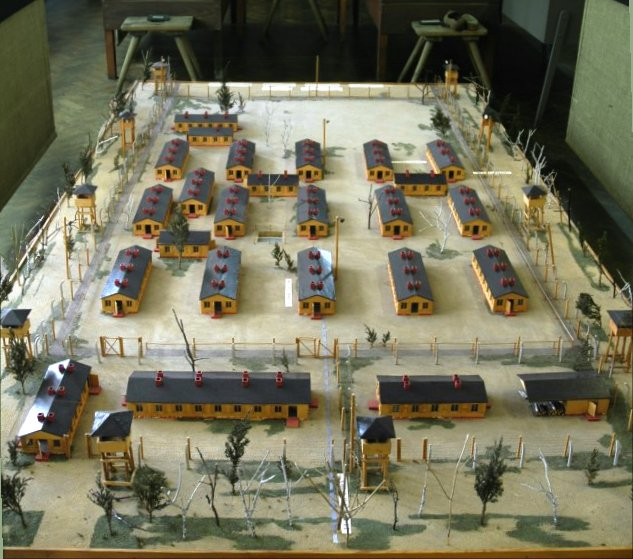
Modell des Gefangenenlagers Stammlager Luft 3

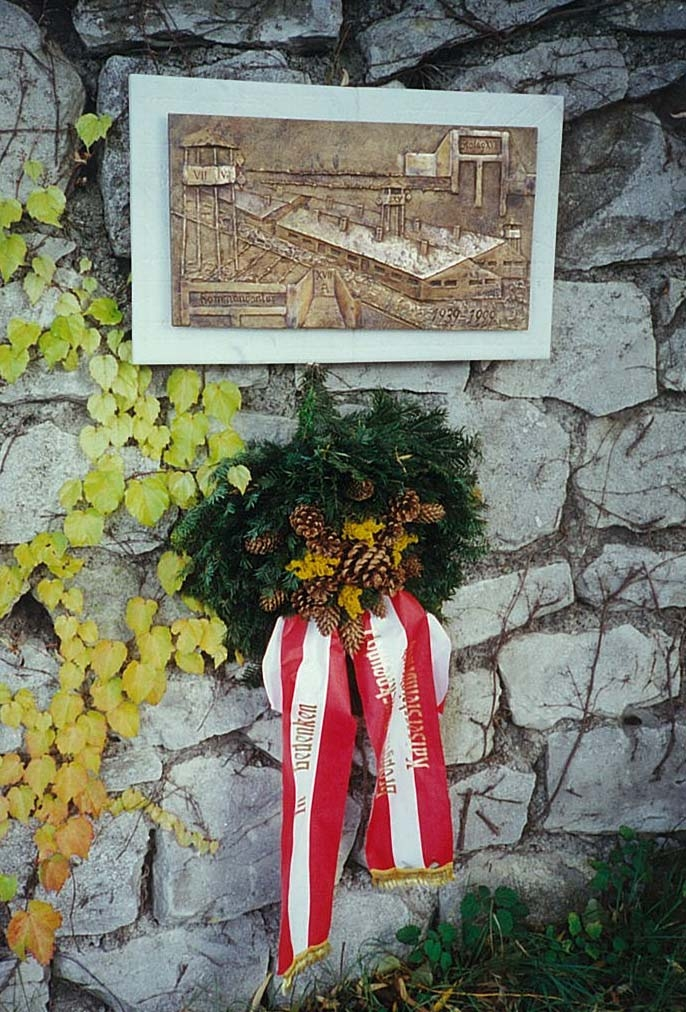
Bronzerelief Stammlager XVII A Kaisersteinbruch von Alexandru Ciutureanu, 1939–1999

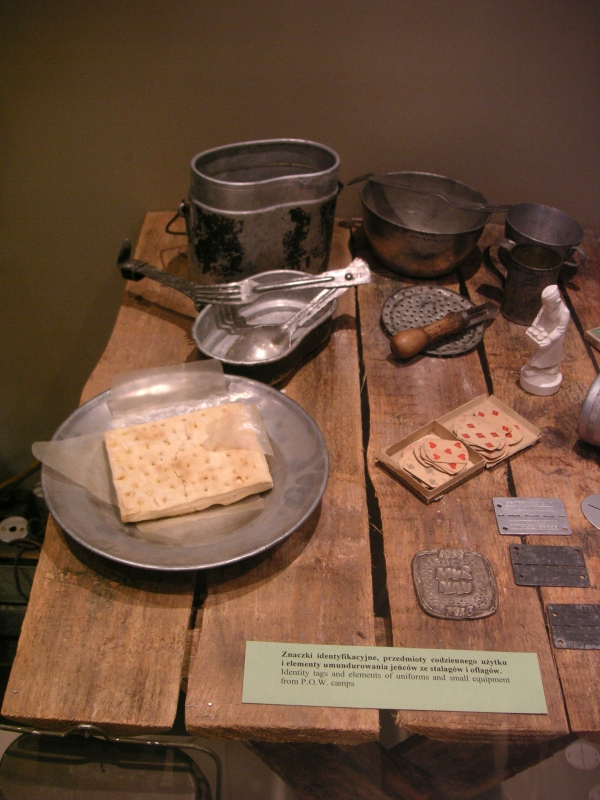
Gegenstände des täglichen Bedarfs von polnischen Kriegsgefangenen im Oflag VII A Murnau

Die folgende Liste gibt einen Überblick über die deutschen Kriegsgefangenenlager der Wehrmacht im Zweiten Weltkrieg auf dem Gebiet des Deutschen Reiches (geordnet nach Wehrkreisen) und einiger besetzter Gebiete. Nach neuesten Forschungen gab es insgesamt 1000 Kriegsgefangenenlager. Sehr häufig lagen die Kriegsgefangenenlager am Rande von Truppenübungsplätzen der Deutschen Wehrmacht, so z. B. in Lambsdorf, Döllersheim, Stablack, Groß Born, Zeithain, Altengrabow, Fallingbostel, Hövelhof und Hammelburg oder auch innerhalb historischer Festungen wie in Königstein, Torgau, Mainz und Metz.

## Lagerarten
- Dulag (Durchgangslager)
- Frontstalag (Front-Stammlager)
- Stalag (Stammlager)
- Oflag (Offizierslager)
- Stalag Luft (Luftwaffe-Stammlager)
- Marlag (Marine-Lager)
- Milag (Marine-Internierten-Lager)
- Ilag (Internierungslager)

## Liste nach Wehrkreisen

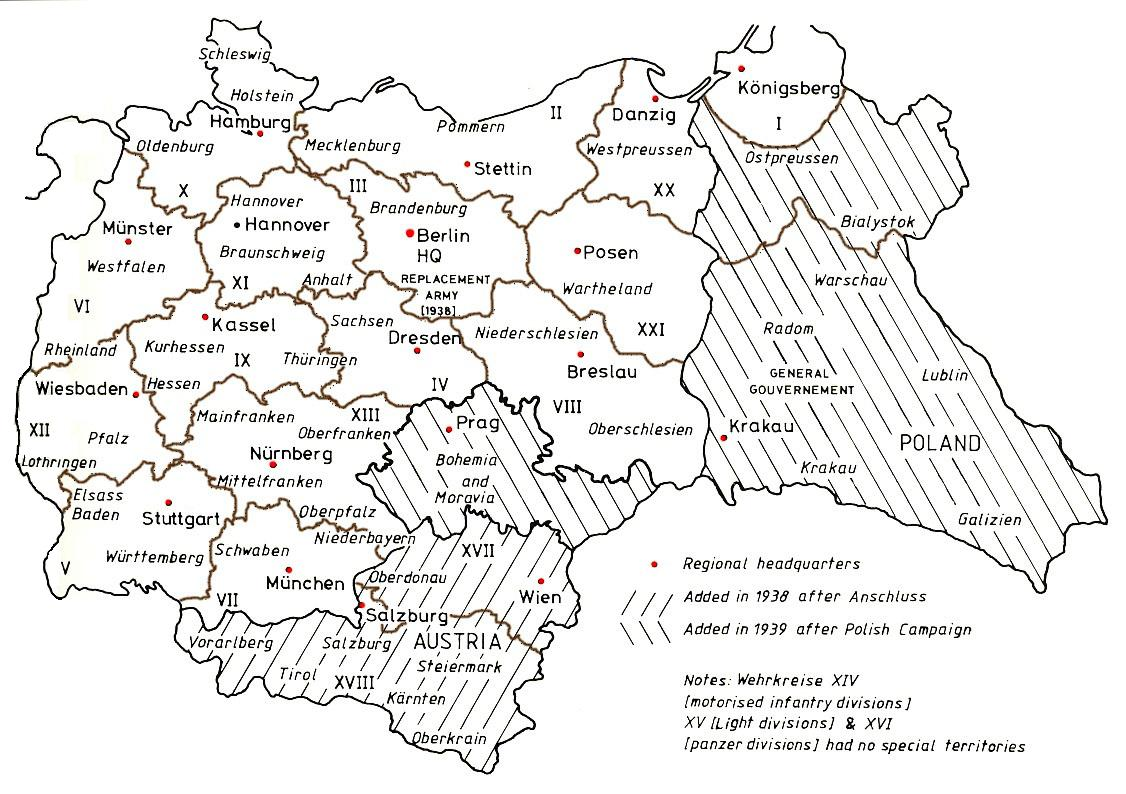
Wehrkreise im Deutschen Reich

### Wehrkreis I
- Stalag I A Stablack (in Ostpreußen, heute Polen)
- Stalag I B Hohenstein (in Ostpreußen, heute Polen)
- Stalag I F Sudauen (in Ostpreußen, heute Polen)
- Stalag Luft Sudauen
- Stalag 56 Prostken (in Ostpreußen, heute Polen)

### Wehrkreis II
- Stalag II A Neubrandenburg (in Mecklenburg-Vorpommern)
- Stalag II B Hammerstein-Schlochau (in Pommern, heute Polen)
- Stalag II C Greifswald (in Mecklenburg-Vorpommern)
- Stalag II D Stargard (in Pommern, heute Polen)
- Stalag II E Schwerin  (in Mecklenburg-Vorpommern)
- Stalag II F (oder Stalag 315) Hammerstein-Schlochau (in Pommern, heute Polen)
- Stalag II G (oder Stalag 323) Groß-Born/Rederitz (in Pommern, heute Polen)
- Stalag II H (oder Stalag 302) Groß-Born/Barkenbrügge und Groß-Born/Rederitz (in Pommern, heute Polen)
- Oflag II A Prenzlau (in Brandenburg)
- Oflag II B Arnswalde (in Pommern, heute Polen)
- Oflag II C Woldenberg (in Pommern, heute Polen)
- Oflag II D Groß Born (in Pommern, heute Polen)
- Oflag II E Neubrandenburg (in Mecklenburg-Vorpommern)

### Wehrkreis III
- Stalag III A Luckenwalde (in Brandenburg)
- Stalag III B Fürstenberg/Oder (in Brandenburg)
- Stalag III C Alt Drewitz bei Küstrin[2]  (in Ostbrandenburg, heute Polen)
- Stalag III D Berlin
- Oflag III A Luckenwalde (in Brandenburg)
- Oflag III B Tiborlager bei Schwiebus (in Ostbrandenburg, heute Polen)
- Oflag III C Lübben/Spree (in Brandenburg)

### Wehrkreis IV
- Stalag IV A Elsterhorst (in Preußen, heute Nardt in Sachsen)
- Stalag IV B Mühlberg (Elbe) (preußische Provinz Sachsen, heute in Brandenburg)
- Stalag IV C Wistritz bei Teplitz (im Sudetenland, heute Tschechien)
- Stalag IV D Torgau (in Sachsen)
- Stalag IV E Altenburg (in Thüringen)
- Stalag IV F Hartmannsdorf  (in Sachsen)
- Stalag IV G Oschatz (in Sachsen)
- Stalag IV H Zeithain (in Sachsen)
- Oflag IV A Hohnstein (in Sachsen)
- Oflag IV B Königstein (in Sachsen)
- Oflag IV C Colditz (in Sachsen)
- Oflag IV D Elsterhorst (in Preußen, heute Nardt in Sachsen)

### Wehrkreis V
- Stalag V A Ludwigsburg (in Baden-Württemberg)
- Stalag V B Villingen (in Baden-Württemberg)
- Stalag V C Malschbach bei Baden-Baden, ab Februar 1942 Offenburg (in Baden-Württemberg)
- Stalag V C/Z Straßburg (Zweiglager von Stalag V C) (in Elsaß-Lothringen, heute Frankreich)
- Stalag V D Straßburg (in Elsaß-Lothringen, heute Frankreich)
- Oflag V A Weinsberg  (in Baden-Württemberg)
- Oflag V B Biberach  (in Baden-Württemberg)
- Oflag V C Wurzach  (in Baden-Württemberg)

### Wehrkreis VI
Das Gebiet umfasste die Provinz Westfalen, die nördliche Rheinprovinz und das Land Lippe (diese Gebiete entsprechen dem heutigen Land Nordrhein-Westfalen), sowie Teilen der Provinz Hannover mit dem Emsland und Osnabrück.
- Stalag VI A Hemer/Iserlohn (in Nordrhein-Westfalen)
- Stalag VI B Neu-Versen/Emsland (in Niedersachsen)
- Stalag VI C Bathorn (in Niedersachsen)
- Stalag VI D Dortmund (in Nordrhein-Westfalen)
- Stalag VI F Bocholt (in Nordrhein-Westfalen)
- Stalag VI G Bonn-Duisdorf (in Nordrhein-Westfalen)
- Stalag VI H Arnoldsweiler/Düren (in Nordrhein-Westfalen)
- Stalag VI J S.A. Lager Fichtenhain/Krefeld (in Nordrhein-Westfalen)
- Stalag VI K (326) Schloß Holte-Stukenbrock / Kreis Gütersloh (in Nordrhein-Westfalen)
- Kriegsgefangenenlager Staumühle in Hövelhof bei Paderborn (in Nordrhein-Westfalen)
- Oflag VI A Soest (in Nordrhein-Westfalen)
- Oflag VI B Dössel-Warburg (in Nordrhein-Westfalen)
- Oflag VI C Eversheide/Osnabrück (in Niedersachsen)
- Oflag VI D Münster (in Nordrhein-Westfalen)
- Oflag VI E Dorsten (in Nordrhein-Westfalen)

### Wehrkreis VII
- Stalag VII A Moosburg (in Bayern)
- Stalag VII B Memmingen (in Bayern)
- Oflag VII Laufen (in Bayern)
- Oflag VII A Murnau am Staffelsee (in Bayern)
- Oflag VII B Eichstätt (in Bayern)
- Oflag VII C/H Laufen (in Bayern)
- Oflag VII C/Z Tittmoning (in Bayern)

### Wehrkreis VIII
- Stalag VIII A Görlitz (in Schlesien, heute in Ostsachsen)
- Stalag VIII B Lamsdorf (in Schlesien; heute Polen)
- Stalag VIII C Sagan (in Schlesien; heute Polen)
- Oflag VI Gleiwitz (in Schlesien; heute Polen)
- Oflag VIII A Kreuzburg (in Schlesien; heute Polen)
- Oflag VIII B Silberberg (in Schlesien; heute Polen)
- Oflag VIII C Juliusburg (in Schlesien; heute Polen)
- Oflag VIII D Teschen (in Schlesien; heute Polen)
- Oflag VIII E Johannisbrunn (bei Staré Těchanovice) (im Sudetenland, heute Tschechien)
- Oflag VIII F Mährisch Trübau (im Sudetenland, heute Tschechien)
- Oflag VIII G Weidenau (im Sudetenland, heute Tschechien)
- Oflag VIII H/H Ober Langendorf (im Sudetenland, heute Tschechien)
- Oflag VIII H/Z Eulenberg (im Sudetenland, heute Tschechien)
- Stalag Luft VIII B Lamsdorf (in Schlesien; heute Polen)

### Wehrkreis IX
- Stalag IX A Trutzhain bei Ziegenhain (in Hessen)
- Stalag IX B Bad Orb-Wegscheide (in Hessen)
- Stalag IX C Bad Sulza (in Thüringen)
- Oflag IX A/H Schloss Spangenberg (in Hessen)
- Oflag IX A/Z Rotenburg an der Fulda (in Hessen)
- Oflag IX B Weilburg (in Hessen)

### Wehrkreis X
- Stalag X A Schleswig (in Schleswig-Holstein)
- Stammlager X Az
- Stalag X B Sandbostel (in Niedersachsen)
- Stalag X C Nienburg/Weser (in Niedersachsen)
- Stalag X D (310) Wietzendorf (in Niedersachsen)
- Oflag X A Sandbostel (in Niedersachsen)
- Oflag X A/Z Itzehoe (in Schleswig-Holstein)
- Oflag X B Nienburg/Weser (in Niedersachsen)
- Oflag X C Lübeck (in Schleswig-Holstein)
- Oflag X D Hamburg-Fischbek
- Lager Schwarzer Weg der Gestapo in Wilhelmshaven (in Niedersachsen)

### Wehrkreis XI

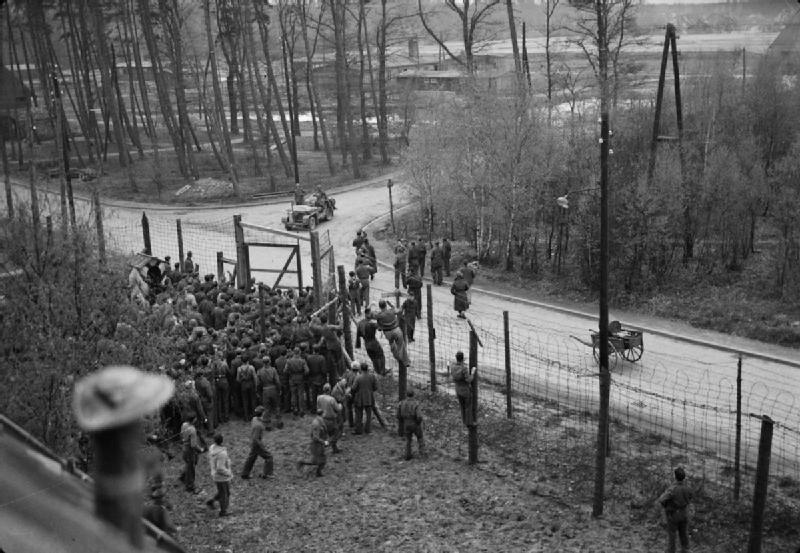
12. April 1945: Einheiten der 30. US-Infanteriedivision der 9. US-Armee befreien Oflag 79 in Braunschweig.

- Stalag XI A Altengrabow (in Sachsen-Anhalt)
- Stalag XI B (357) Fallingbostel (in Niedersachsen)
- Stalag XI C (311) Bergen-Belsen (in Niedersachsen)
- Stalag Luft XI B Fallingbostel
- Stalag XI D (321) Oerbke (in Niedersachsen)
- Oflag XI A Osterode (in Niedersachsen)
- Oflag XI B[4] Braunschweig (in Niedersachsen)
- Oflag 79 Braunschweig

### Wehrkreis XII
- Stalag XII A Limburg an der Lahn (in Hessen)
- Stalag XII B Frankenthal/Pfalz (in Rheinland-Pfalz)
- Stalag XII C Wiebelsheim/Hunsrück (in Rheinland-Pfalz)
- Stalag XII D Trier – Petrisberg (in Rheinland-Pfalz)
- Stalag XII E Metz – Festung Metz (in Elsaß-Lothringen, heute Frankreich)
- Stalag XII F Saarburg – Ulanenkaserne (11.1940-5.1941)[5] (in Elsaß-Lothringen, heute Frankreich)
- Stalag XII F Bolchen – Johannis Bannberg, heute Ban Saint Jean (5.1941-10.1943)[6] (in Elsaß-Lothringen, heute Frankreich)
- Stalag XII F Forbach (10.1943-11.1944)[7] (in Elsaß-Lothringen, heute Frankreich)
- Stalag XII F Freinsheim (11.1944-3.1945)[8] (in Rheinland-Pfalz)
- Oflag XII A Hadamar (in Hessen)
- Oflag XII B Mainz – Zitadelle Mainz (in Rheinland-Pfalz)

### Wehrkreis XIII
Alle Stalag XIII befanden sich im damaligen Postleitzahlengebiet 13 (Nürnberg und Umgebung)
- Stalag XIII A Sulzbach-Rosenberg (in Bayern)
- Stalag XIII B Weiden in der Oberpfalz (in Bayern)
- Stalag XIII C Hammelburg/Mainfranken (in Bayern)
- Stalag XIII D Nürnberg-Langwasser (in Bayern)
- Oflag XIII A Nürnberg (in Bayern)

### Wehrkreis XVII
- Stalag XVII A Kaisersteinbruch (im Burgenland)
- STALAG XVII B Krems-Gneixendorf (in Niederösterreich)
- Oflag XVII A Döllersheim (in Niederösterreich)
- Stalag Luft XVII B Krems (in Niederösterreich)

### Wehrkreis XVIII
- Stalag XVIII A Wolfsberg (in Kärnten)
- Stalag XVIII A/Z Spittal an der Drau (in Kärnten)
- Stalag XVIII B Oberdrauburg (in Kärnten)
- Stalag XVIII C Markt Pongau (im Salzburger Land)
- Stalag XVIII D Marburg an der Drau (in der Untersteiermark; heute Slowenien)
- Oflag XVIII A Lienz (in Tirol)
- Oflag XVIII B Wolfsberg (in Kärnten)
- Oflag XVIII C Spittal an der Drau (in Kärnten)

### Wehrkreis XX
- Stalag XX A Thorn (in Danzig-Westpreußen, heute Polen)
- Stalag XX B Marienburg (in Danzig-Westpreußen, heute Polen)
- Stalag XX C (312) Thorn (in Danzig-Westpreußen, heute Polen)

### Wehrkreis XXI
- Stalag XXI A Schildberg (im Wartheland, heute Polen)
- Stalag XXI B Schubin (im Wartheland, heute Polen)
- Stalag XXI B Turek (im Wartheland, heute Polen)
- Stalag XXI C/H Wollstein (im Wartheland, heute Polen)
- Stalag XXI C/Z Grätz (im Wartheland, heute Polen)
- Stalag XXI D Posen (im Wartheland, heute Polen)
- Oflag XXI A Schokken (im Wartheland, heute Polen)
- Oflag XXI B Schokken (im Wartheland, heute Polen)
- Oflag XXI C Schubin (im Wartheland, heute Polen)
- Oflag XXI C/Z Grune bei Lissa (heute: Leszno-Gronowo) (im Wartheland, heute Polen)
- Oflag 10 Hohensalza (im Wartheland, heute Polen)
- Oflag 64 Schubin (im Wartheland, heute Polen)

## Andere Lager

### Generalgouvernement für die besetzten polnischen Gebiete
- Stalag 307 Biała Podlaska
- Stalag 307 Dęblin
- Stalag 315 Przemyśl
- Stalag 319 Chełm
- Stalag 325 Zamosch
- Stalag 327 Jaroslau
- Stalag 333 Ostrów-Komorowo
- Stalag 359 Poniatowa
- Stalag 366 Siedlce
- Stalag 367 Tschenstochau
- Stalag 369 Krakau
- Stalag 369 Kobierzyn
- Stalag 371 Stanislau (ehemals Ostpolen, heute Ukraine)
- Stalag 325 Rawa Ruska (ehemals Ostpolen, heute Ukraine)
- Stalag 328 Lemberg (ehemals Ostpolen, heute Ukraine)

### Sowjetunion

#### Russland
- Stalag 372 Pskow (dt. Pleskau)[9]

#### Ukraine
- Stalag 329 Winniza
- Stalag 339 Kiew–Darnyzja
- Stalag 355 Chmelnyzkyj
- Stalag 358 Shitomir (vgl. Mahnmal)
- Stalag 364 Nikolajew
- Stalag 365 Wladimir-Wolynsk

#### Sonstige
- Stalag 336 Kauen/Kowno (Kaunas) (Litauen)
- Stalag 340 Dünaburg (Lettland)
- Stalag 347 Rositten (Ostpreußen)
- Stalag 350 Riga (Lettland)
- Stalag 351 Priimetsa (Estland)
- Stalag 352 Masjukowtschina bei Minsk (heute Belarus)
- Stalag 354 Barawucha bei Polozk (heute Belarus)

## Lager der Luftwaffe
- Dulag Luft Oberursel (Taunus) (in Hessen)
- Stalag Luft 1 Barth (in Mecklenburg-Vorpommern)
- Stalag Luft 2 Litzmannstadt (im Wartheland, heute Polen)
- Stalag Luft 3 Sagan (in Schlesien, heute Polen)
- Stalag Luft 4 Beinia (in Schlesien, heute Polen)
- Stalag Luft 4 Groß Tychow (in Pommern, heute Polen)
- Stalag Luft 5 Wolfen (in Sachsen-Anhalt)
- Stalag Luft 6 Heydekrug im Memelland (in Ostpreußen, heute Litauen)

Stalag Luft 6 in Heydekrug wurde im Sommer 1944 zeitweilig geschlossen und die Insassen in das neue, am 12. Mai eröffnete Stalag Luft 4 verlegt. Als temporärer Ersatz wurde ein Stalag Luft 6 in St. Wendel im heutigen Saarland eingerichtet, das vom 9. August bis 5. September 1944 mit amerikanischen Unteroffizieren belegt war.
- Stalag Luft 7 Moritzfelde bei Wehlau  (Ostpreußen, heute Russland (Kaliningrader Gebiet))

### Lager in den Wehrkreisen
- Stalag Luft Sudauen (Polen)
- Stalag Luft VIII B Lamsdorf (in Schlesien, heute Polen)
- Stalag Luft X B Gudendorf (in Schleswig-Holstein)
- Stalag Luft XI B Fallingbostel (in Niedersachsen)
- Stalag Luft XVII B Krems (in Niederösterreich)

## Lager der Marine
- Marine Dulag Gotenhafen (in Danzig-Westpreußen)
- Marlag Sandbostel (in Niedersachsen)
- Marlag und Milag Nord Westertimke (in Niedersachsen)
- Marlag Rügenwalde Rügenwalde (in Pommern, heute Polen)
- Marlag Stettin Stettin (in Pommern, heute Polen)
- Marlag Gotenhafen Gotenhafen (in Danzig-Westpreußen, heute Polen)